# Tranqueras
Tranqueras je grad u departmanu Rivera na sjeveroistoku Urugvaja. Nalazi se 53 kilometra sjeverozapadno od sjedišta departmana Rivere.

## Povijest
Tijekom prve polovice 19. stoljeća područje današnjeg grada bilo je znano pod imenom Paso de Tranqueras. Ime područja došlo je naziva velikog mosta preko rijeke Tacuarembó, koja je prolazila ovim područjem. Francuz Marcos Bourré donirao je Urugvaju nešto zemljišta za izgradnju željezničke postaje. Budući da se područje razvilo u pravo čvorište željezničkog prometa, oko zaselka su nikli hoteli, trgovine, kavane i obrtničke radionice.
Zbog sve brže rastućeg broja stanovnika, novopečena država (Urugvaj) proglasila je Tranqueras selom (pueblo) 22. srpnja 1914. Na dan 15. listopada 1963., selo je uzdignuto na razinu gradića (villa) Krajnji i najviši status, status grada (ciudad), mjesto je dobilo 13. prosinca 1994.

## Stanovništvo
Prema popisu stanovništva iz 2011. godine, Tranqueras je imao 7.235 stanovnika.
| Godina | Stanovništvo |
| ------ | ------------ |
| 1908.  | 4.973        |
| 1963.  | 3.658        |
| 1975.  | 4.097        |
| 1985.  | 4.469        |
| 1996.  | 5.792        |
| 2004.  | 7.284        |
| 2011.  | 7.235        |

- Izvor: Državni statistički zavod Urugvaja.[2]